# ブロニスワフ・チェフ

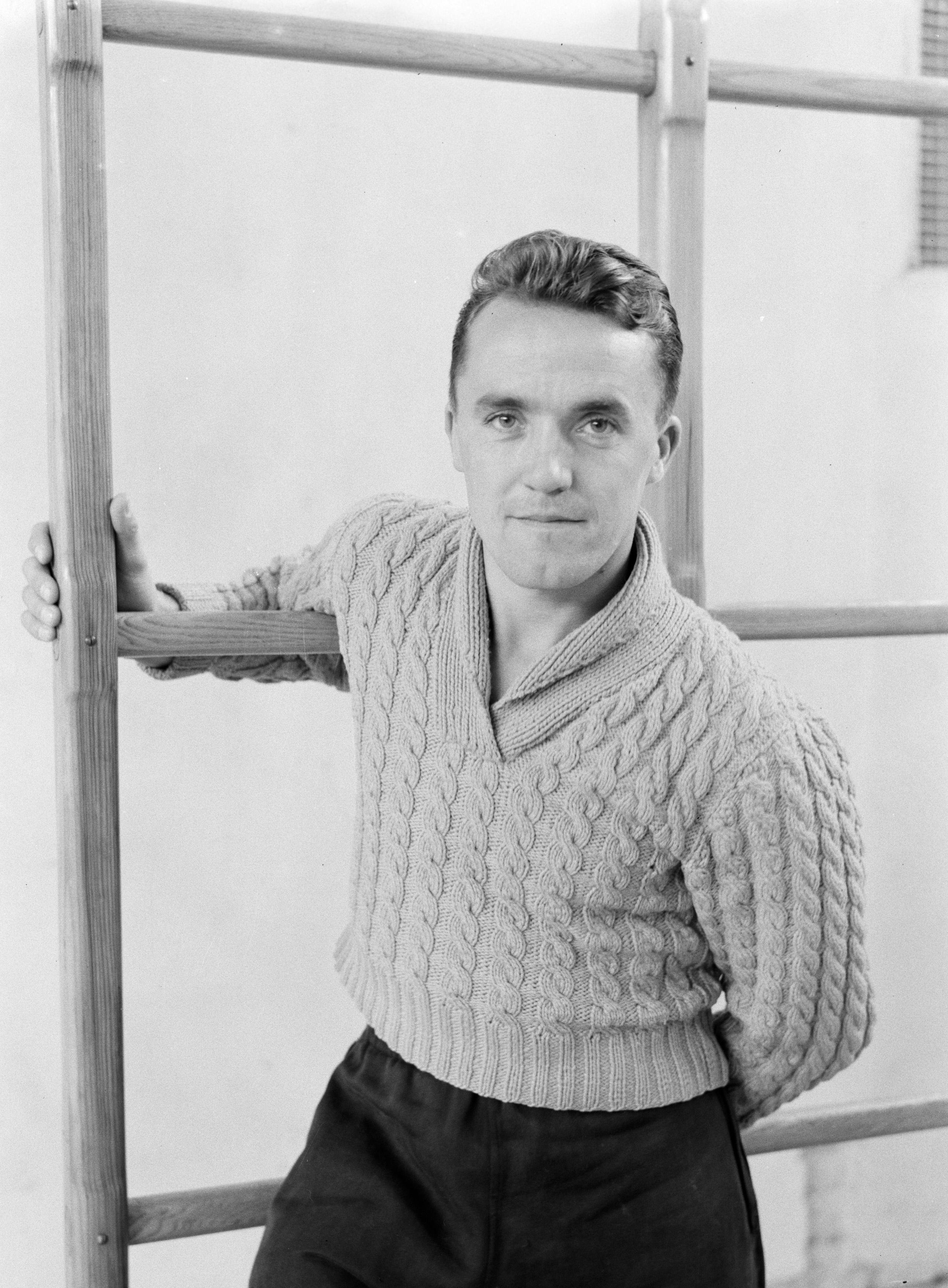
ブロニスワフ・チェフ

ブロニスワフ・チェフ（Bronisław Czech、1908年7月25日 - 1944年6月5日）はポーランド、ザコパネ出身のスポーツ選手、画家。その他タトラ山脈で山岳救助隊員として活動、クライダーのインストラクターなども務めた。

## プロフィール
チェフは当時オーストリア＝ハンガリー帝国ガリツィア地方のザコパネで生まれた。地元の公立学校と民間のスポーツクラブに所属、1927年に林業学校を卒業した。同年SN PTT-1907 Klub Sportowy Kemping Zakopaneに所属し、その後ワルシャワの中央体育大学で体操教師とスキーインストラクターの学位を得た。
チェフはアルペンスキーとノルディックスキーのポーランド選手権で合計24個のタイトルを獲得した。
1928年、1932年、1936年と3度の冬季オリンピックに出場、19歳で初出場したサンモリッツオリンピックではスキージャンプ37位、ノルディック複合10位となった。4年後のレークプラシッドオリンピックではスキージャンプ12位、ノルディック複合7位、クロスカントリースキー18kmでは18位。ポーランド選手団の旗手として出場したガルミッシュパルテンキルヒェンオリンピックではスキージャンプ33位、ノルディック複合16位、クロスカントリースキー18km33位、同リレー7位、アルペンスキー複合20位。
第二次世界大戦下においてはポーランド国内軍の兵士として活動、1940年にゲシュタポに逮捕され、6月14日に政治犯としてアウシュヴィッツ＝ビルケナウ強制収容所に収監された。1944年6月5日に同収容所内で死亡した。彼が描いた絵の一部は、強制収容所の博物館に保存されている。